# Torrente Della Valle
Il torrente della Valle è un piccolissimo fiume che affluisce nel Savuto. La sorgente si trova sul colle di Poverella vicino ad una struttura a quota 1297 m. d'altezza e nel suo percorso riceve acqua da altri torrenti. La sua lunghezza è di circa 4 km e la sua portata d'estate è di 0,23 metri cubi mentre d'inverno è di 0,34 metri cubi. Il torrente passa vicino a delle case e gli abitanti ne utilizzano l'acqua per innaffiare le loro colture, tranne in estate perché l'acqua è molto scarsa.